# 重力場

重力場の概念図

重力場（じゅうりょくば、英語: gravitational field）とは、万有引力（重力）が作用する時空中に存在する場のこと。
重力を記述する手法としては、ニュートンの重力理論に基づく手法と、アインシュタインによる一般相対性理論に基づく手法がある。

## ニュートン的な重力場
位置 r にある質量 m の粒子に作用する重力 Fg は
{\displaystyle {\boldsymbol {F}}_{g}=m{\boldsymbol {g}}({\boldsymbol {r}})}
と表される。この g が重力場である。重力場はベクトル場である。比例係数は重力質量と呼ばれる質量であるが、等価原理により慣性質量と等しい。
ニュートンの重力理論によれば、位置 x に生じる重力場 g は、位置 ri にある質量 mi による重力の重ね合わせであり、質量に比例し距離の 2 乗に反比例する。
{\displaystyle {\boldsymbol {g}}({\boldsymbol {x}})=-G\sum _{i}{\frac {m_{i}({\boldsymbol {x}}-{\boldsymbol {r}}_{i})}{|{\boldsymbol {x}}-{\boldsymbol {r}}_{i}|^{3}}}}
ここで、比例係数 G はニュートンの重力定数である。

### 重力ポテンシャル
重力場の回転を取ると、ゼロとなる。従って、重力場にはポテンシャルが存在する。
スカラー場
{\displaystyle \phi ({\boldsymbol {x}})=-G\sum _{i}{\frac {m_{i}}{|{\boldsymbol {x}}-{\boldsymbol {r}}_{i}|}}}
を考えると重力場は
{\displaystyle {\boldsymbol {g}}({\boldsymbol {x}})=-\nabla \phi ({\boldsymbol {x}})}
と表される。この φ は重力ポテンシャルと呼ばれる。重力ポテンシャルを指して重力場と呼ぶ場合もある。
質量分布を
{\displaystyle \rho ({\boldsymbol {x}})=\sum _{i}m_{i}\delta ^{3}({\boldsymbol {x}}-{\boldsymbol {r}}_{i})}
で定義すれば、重力ポテンシャル
{\displaystyle \phi ({\boldsymbol {x}})=-G\int {\frac {\rho ({\boldsymbol {r}})\,d^{3}{\boldsymbol {r}}}{|{\boldsymbol {x}}-{\boldsymbol {r}}|}}}
となる。重力ポテンシャルはポアソン方程式
{\displaystyle \triangle \phi ({\boldsymbol {x}})=4\pi G\rho ({\boldsymbol {x}})}
で決定される。

## 一般相対性理論における重力場
一般相対性理論においては、重力とは時空の歪みであると考える。
時空の歪みは時空の計量 gμν によって表される。
これは世界間隔 ds2 を時空の座標 xμ=(ct,x,y,z) を用いて表示する係数
{\displaystyle ds^{2}=g_{\mu \nu }(x)dx^{\mu }dx^{\nu }}
として定まる二階の対称テンソル場であり、四次元時空の場合10個の独立な成分を持つ。ただし gμν そのもの、
あるいはその微分（クリストッフェル記号）は座標変換によりその値が変化し、
特に一点で gμν がミンコフスキー計量に一致しクリストッフェル記号がすべてゼロであるような座標系が常に存在する（局所慣性系）。
従って計量のうち時空の曲がりを記述するものはその二階微分であり、座標変換の自由度を除くと20成分存在する。
この自由度はちょうどリーマン曲率テンソルにより記述されるものに等しい。
従って、真の重力場が存在することはリーマンテンソルがゼロでないこととして特徴づけられる。
この主張は物理的には潮汐力の存在と関係している。
例えばミンコフスキー時空の場合リーマンテンソルの成分はすべてゼロである。
逆にリーマンテンソルがゼロであるとき、その時空は（少なくとも局所的には）ミンコフスキーであり時空の歪みは存在しない。
重力場が弱く物質場が非相対論的であるときには世界間隔は
{\displaystyle ds^{2}=-\left(1+{\frac {2\phi }{c^{2}}}\right)c^{2}dt^{2}+\left(1-{\frac {2\phi }{c^{2}}}\right)(dx^{2}+dy^{2}+dz^{2})}
と表され、計量はニュートン的な極限で重力ポテンシャルと関係している。
歪んだ時空の中での進み方は測地線の方程式
{\displaystyle {\frac {d^{2}x^{\mu }}{d\tau ^{2}}}+\Gamma _{\rho \sigma }^{\mu }{\frac {dx^{\rho }}{d\tau }}{\frac {dx^{\sigma }}{d\tau }}=0}
で記述される。Γ はクリストッフェル記号で、計量の微分によって書かれる。
重力場の力学方程式はアインシュタイン方程式
{\displaystyle G_{\mu \nu }+\Lambda g_{\mu \nu }=\kappa T_{\mu \nu }}
である。これは計量 gμν に関する非線型二階双曲型偏微分方程式であり、
適切な座標条件および初期条件のもとで計量の時間発展を記述する。
ゆがんだ時空中では、物体の軌跡や光線が曲がる。これは質量やエネルギーや運動量のつくる重力によって軌跡や光線が曲げられたとみなされ、時空のゆがみが重力場と解釈できる。